# Boulsa
Boulsa è un dipartimento del Burkina Faso classificato come città, capoluogo della provincia  di Namentenga, facente parte della Regione del Centro-Nord.
Il dipartimento si compone del capoluogo e di altri 35 villaggi: Baonrouré, Belga, Bonam, Dakiskièma, Donsin, Gaoga, Gorbellé-Peulh, Gounga, Guemsogo-Yarcé, Kiedsom, Kobouré, Kogonéré, Kolgosom, Konkoara-Yarcé, Lilyalla, Loatenga, Mokin-Yarcé, Nabitenga, Nièga, Paraouigué, Paviguibtenga, Poli-Mossi, Poli-Peulh, Samandin-Peulh, Sanghin, Sini, Sonrin, Tanghin, Tougui, Walembi, Wedo, Zabga, Zambanga, Zomnogo Mossi e Zomnogo Peulh.